# Sargmühle (Hirschau)
Sargmühle ist ein Gemeindeteil der Stadt Hirschau im Landkreis Amberg-Sulzbach in der Oberpfalz in Bayern.

## Herkunft des Namens
Der Ortsname Sargmühle bezeichnete ursprünglich eine an dieser Stelle stehende Mühle. Der Bestandteil „Sarg“ kommt vom althochdeutschen „zarga“, mittelhochdeutschem „zarge“ und frühneuhochdeutschen „sarg“ oder „sarch“, was so viel wie „Einfriedung“ oder „Einfassung“ oder aber auch „Seiteneinfassung“ oder „Seitenwand“ bedeutet. Der Name Sargmühle kann also interpretiert werden als Mühle mit einer Einfriedung (ältere Interpretation) oder aber auch nach dem Mühlbottich (neuere Interpretation).
In den Ortsverzeichnissen von 1877 bis 1964 wird neben dem Ortsnamen Sargmühle auch der Ortsname „Sägmühle“ in Klammern genannt, was jedoch bei Betrachtung der mundartlichen Ausdrücke für die Säge als falsch erscheint. Aus diesem Grund wurde der Beisatz „Sägmühle“ am 6. August 1969 aufgehoben.
Im Wehrverzeichnis des Pflegamts Hirschau aus dem Jahre 1501 wird die Sargmühle als Sörgmül erwähnt. 1577, 1630 und 1661 ist von der Sorgmühl zu lesen, 1723 von der Sorgmüll, 1728 von der Sorgmühl und schließlich 1730 bzw. 1773 von der Sargmühl.